# Tipula sushkini
Tipula sushkini är en tvåvingeart som beskrevs av Evgenyi Nikolayevich Savchenko 1964. Tipula sushkini ingår i släktet Tipula och familjen storharkrankar. Inga underarter finns listade i Catalogue of Life.